# BIRS
De BIRS Index is de aandelenindex van de Banja Luka Stock Exchange.
De afkorting staat voor Berzanski indeks Republike Srpske, dat in het Servisch de Aandelenindex van Republiek Srpska betekent. De index is opgericht op 1 mei 2004 met een startwaarde van 1000. De BIRS-index bevat twaalf aandelen en noteert anno 2007 boven de 5000 punten. De weging wordt tweemaal per jaar vastgesteld op 15 mei en 15 november. De weging wordt bepaald door de marktkapitalisatie van de aandelen, waarbij de maximale weging beperkt wordt tot 20 procent.
Het grootste aandeel in de index is veruit Telekom Srpske a.d. Banja Luka, dat een marktkapitalisatie kent van iets meer dan een half miljard euro. De overige elf aandelen in de index zijn beduidend kleiner in omvang. Alle ondernemingen hebben de letters a.d. achter hun naam, dat staat voor akcionarsko drušvo - om aan te geven dat het een publieke onderneming is.

## Lijst van ondernemingen in de BIRS-index
De onderstaande tabel geeft de twaalf ondernemingen in de BIRS-index weer op volgorde van marktkapitalisatie van 22 augustus 2006. Destijds was de waarde van een BAM gelijk aan 0,66 USD.
| Rang | Onderneming                        | Sector          | Marktkapitalisatie in BAM | Marktkapitalisatie in euro's |
| ---- | ---------------------------------- | --------------- | ------------------------- | ---------------------------- |
| 1    | Telekom Srpske a.d. Banja Luka     | Telecom         | 1,061m                    | 538m                         |
| 2    | Birač a.d. Zvornik                 | Metaal/Mijnbouw | 109m                      | 56m                          |
| 3    | Rafinerija ulja a.d. Modriča       | Olie            | 101m                      | 52m                          |
| 4    | NLB Razvojna banka a.d. Banja Luka | Financial       | 95m                       | 49m                          |
| 5    | Nova banka a.d. Bijeljina          | Financial       | 60m                       | 31m                          |
| 6    | Banjalučka pivara a.d. Banja Luka  | Brouwerij       | 50m                       | 26m                          |
| 7    | Boksit a.d. Milići                 | Metaal/Mijnbouw | 25m                       | 13m                          |
| 8    | Tržnica a.d. Banja Luka            | Retail          | 21m                       | 11m                          |
| 9    | Vitaminka a.d. Banja Luka          | Voeding         | 14m                       | 7m                           |
| 10   | Srpske pošte a.d. Banja Luka       | Post            | 12m                       | 6m                           |
| 11   | RK Boska a.d. Banja Luka           | Retail          | 6m                        | 3m                           |
| 12   | Metal a.d. Gradiška                | Metaal/Mijnbouw | 6m                        | 3m                           |